# Juozas Žemaitis
Juozas Žemaitis MIC (* 30. August 1926 in Sparviniai, Rajongemeinde Šakiai; † 5. Oktober 2021 in Marijampolė) war ein litauischer Ordensgeistlicher und römisch-katholischer Bischof von Vilkaviškis.

## Leben
Juozas Žemaitis studierte Philosophie und Theologie von 1945 bis 1949 am Interdiözesanen Priesterseminar von Kaunas. Am 25. September 1949 empfing er das Sakrament der Priesterweihe. Er war Vikar in Veiveriai (1949), Marijampolė (1950–1953) und Vilkaviškis (1953). Von 1953 bis 1967 war Žemaitis Pfarrer von Šakiai und später Dekan des Dekanats Šakiai. Am 17. Mai 1980 verlieh ihm Papst Johannes Paul II. den Titel eines Monsignore. 1984 wurde Juozas Žemaitis Mitglied des Priesterrates und des Konsultorenkollegiums der Diözese Vilkaviskis. 1986 legte er seine Gelübde bei der Ordensgemeinschaft der Marianer ab.
Am 10. März 1989 ernannte ihn Papst Johannes Paul II. zum Apostolischen Administrator von Vilkaviškis und zum Titularbischof von Tabaicara. Der Erzbischof von Kaunas, Vincentas Kardinal Sladkevičius MIC, spendete ihm am 18. März desselben Jahres in der Kathedrale St. Peter und Paul in Kaunas die Bischofsweihe; Mitkonsekratoren waren Julijonas Steponavičius, Erzbischof von Vilnius, Juozas Preikšas, Apostolischer Administrator von Panevėžys, und Vladas Michelevičius, Weihbischof in Kaunas.
Papst Johannes Paul II. bestellte ihn am 24. Dezember 1991 zum Bischof von Vilkaviškis. Am 5. Januar 2002 nahm Papst Johannes Paul II. sein altersbedingtes Rücktrittsgesuch an. Seit dem 8. Februar 2002 war er Ehrenbürger von Marijampolė.